# プロヴァンスワイン

プロヴァンス・ワインの産地

プロヴァンスワイン（Vignoble de Provence）は、フランス南部、プロヴァンス＝アルプ＝コート・ダジュール地域圏に属す海岸線の3つの県で生産されるワインの総称である。

## 地理
フランス南東部のコート・ダジュールと呼ばれる海岸線から少し内陸に入った地域で、アルプ＝マリティーム県の1村、ヴァール県の68村、ブーシュ＝デュ＝ローヌ県の15村が栽培範囲である。

## 歴史
ぶどうの栽培の歴史は、フランス国内では一番古く、西暦紀元前から行われていた。
しかし、近代になってからは、ボルドーやブルゴーニュなどの有名醸造地域の進歩が著しかったのに対し、いわゆる地中海性気候で、栽培条件に恵まれすぎていたこともあり、高級ワインよりも、日常用の安価なワインを大量生産するようになってしまった。少量生産される村名AOCワインや、一部の生産者の商品に、ある程度評価されるものもあるが、全体的には、安価で軽い味わいのものが圧倒的に多い。

## 特徴
赤とロゼは、カリニャン、ムルヴェードル、グルナッシュ、サンソー、シラーなど、白はクレレット、ユニ・ブラン、セミヨン抔のぶどうから作られている。一部の良質なものは、数年熟成させた方がいいものもあるが、ほとんどは若飲みようで、フルーティーでフレッシュなさわやかさを味わう方がよい。
赤・白・ロゼが創られているが、ほかの地域に比べてロゼが多い。白とロゼは軽快な辛口で、甘みのあるものはほとんどない。ボトルは、ブルゴーニュタイプのなで肩のものが多いが、フラスコ型や、腰のくびれた紡錘形のものなどもある。

## おもなAOC
- コート・ド・プロヴァンス Côtes de Provence
- コトー・デザン・プロヴァンス Coteaux d’Aix-en-Provence
- コトー・ヴァロワ・ザン・プロヴァンス Coteaux varois en Provence
- バンドール Bandol
- ベレ Bellet
- カシー Cassis
- ペレット Pelette
- レ・ボー・ド・プロヴァンス Les Baux de Provence